# Benedetto Civiletti

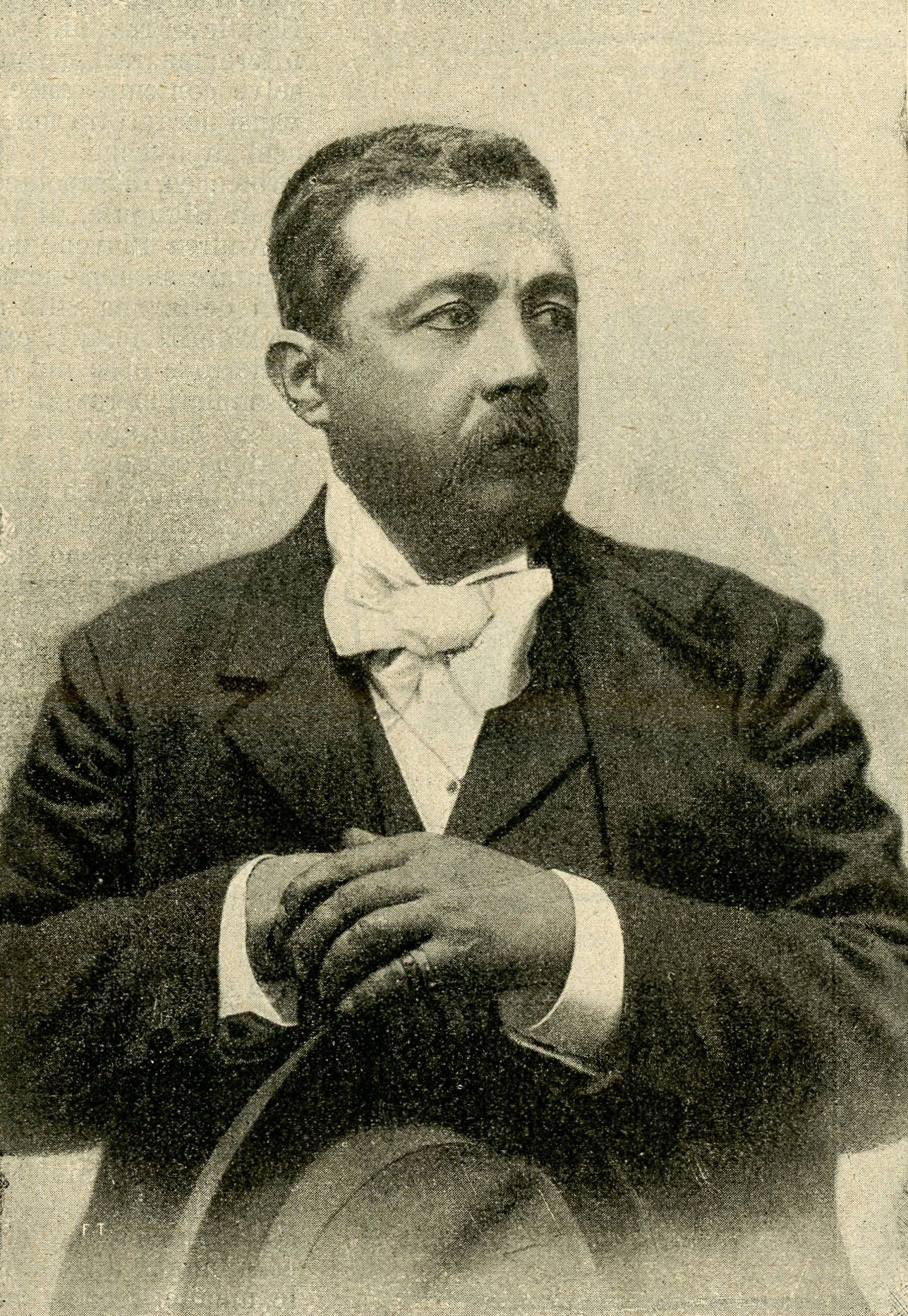
Benedetto Civiletti

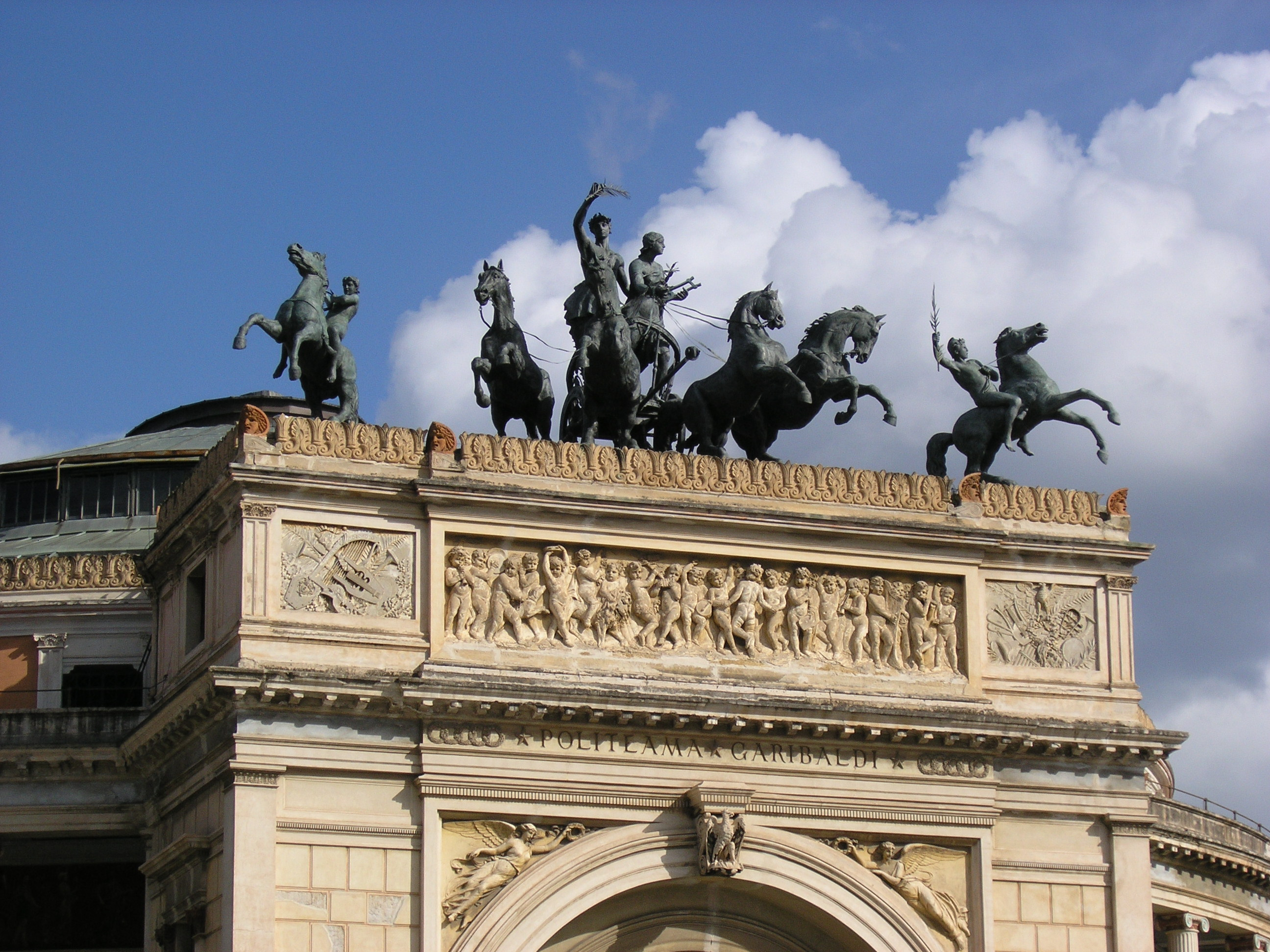
Benedetto Civiletti: Quadriga. Teatro Politeama (Palermo)

Benedetto Civiletti (Palermo, 1º ottobre 1845 – Palermo, 22 settembre 1899) è stato uno scultore italiano.

## Biografia

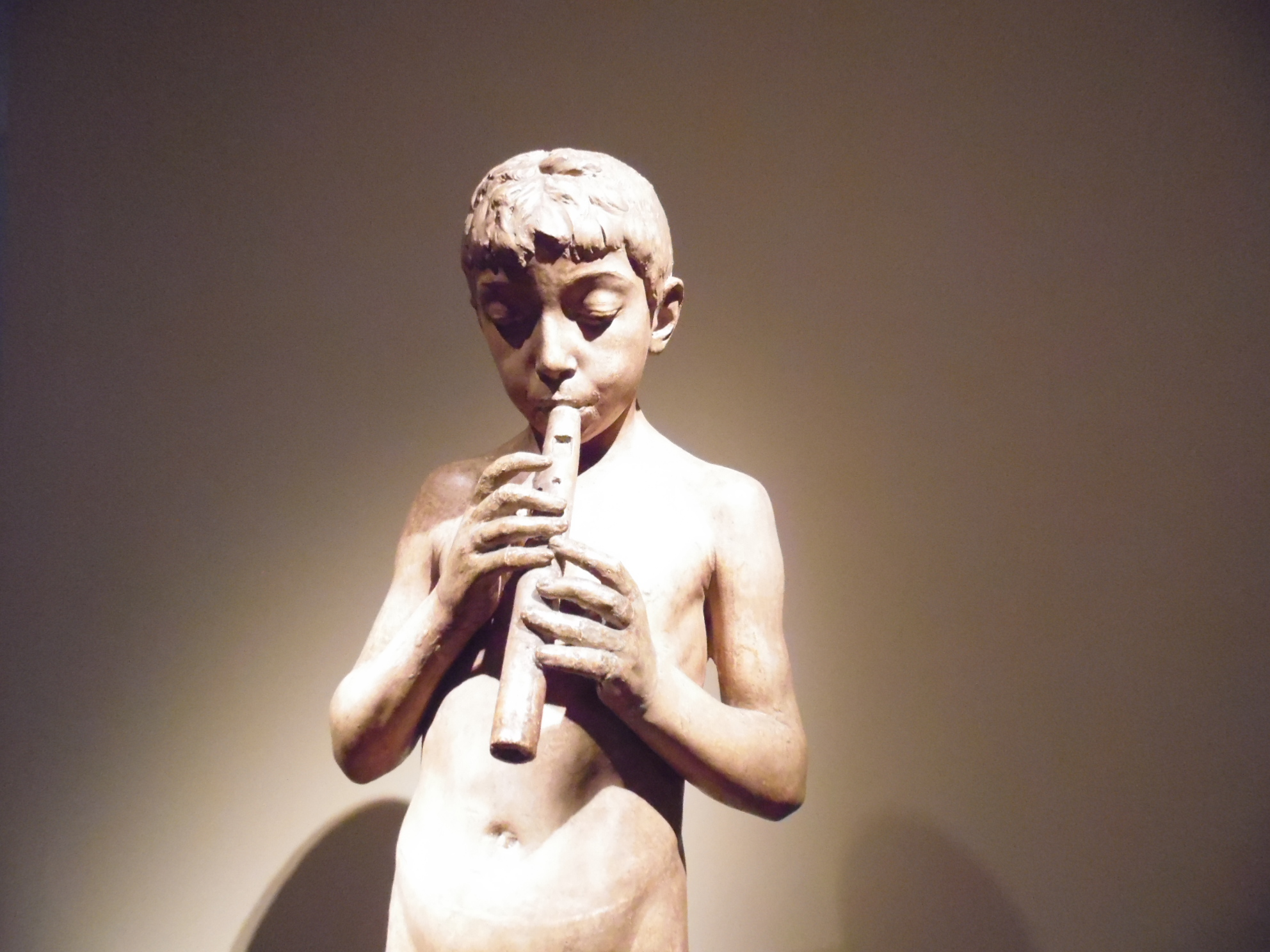
Benedetto Civiletti: Il Pifferaio (ca. 1890)

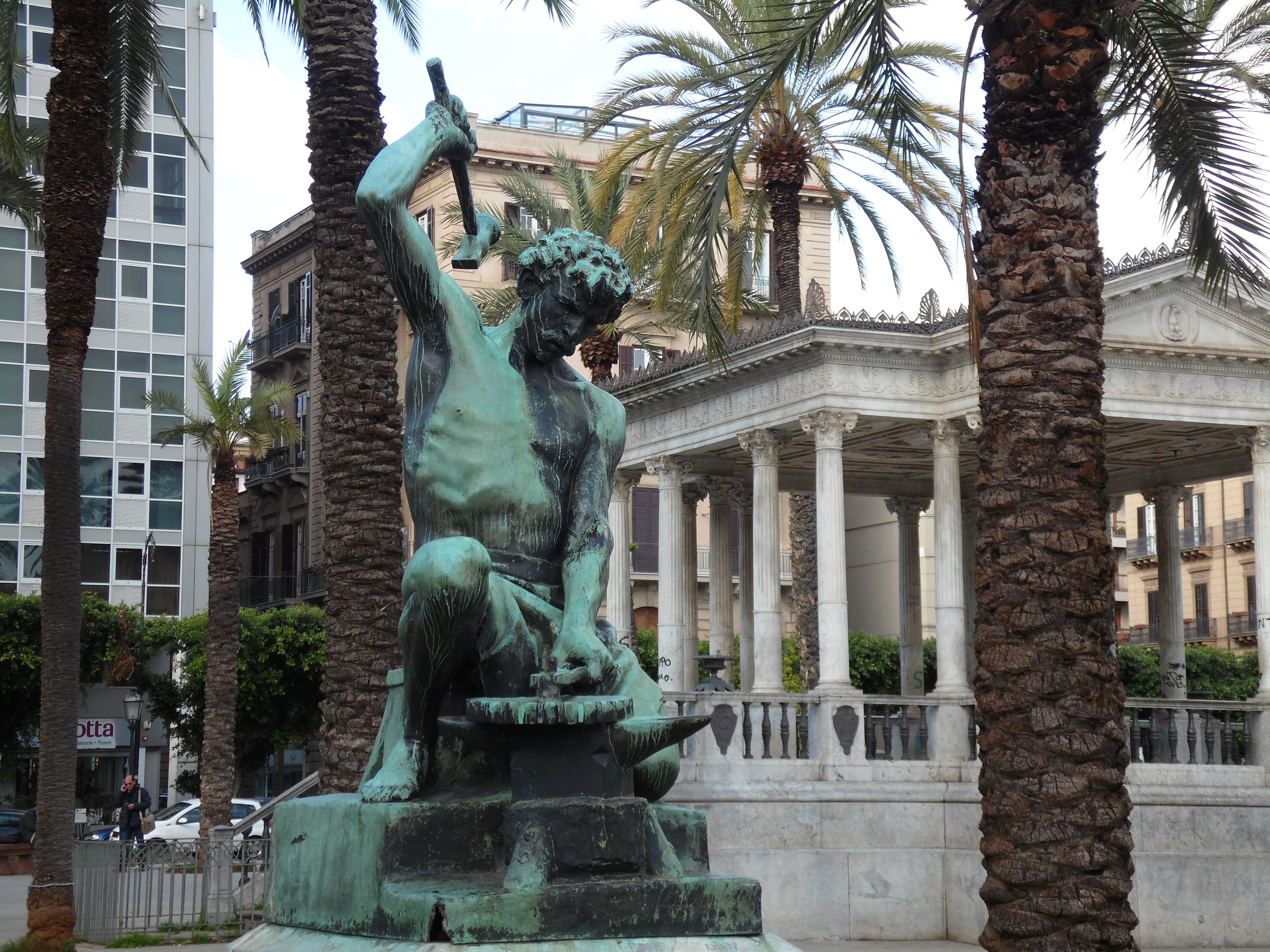
Benedetto Civiletti: Lavoro (1895). Piazza Politeama, Palermo

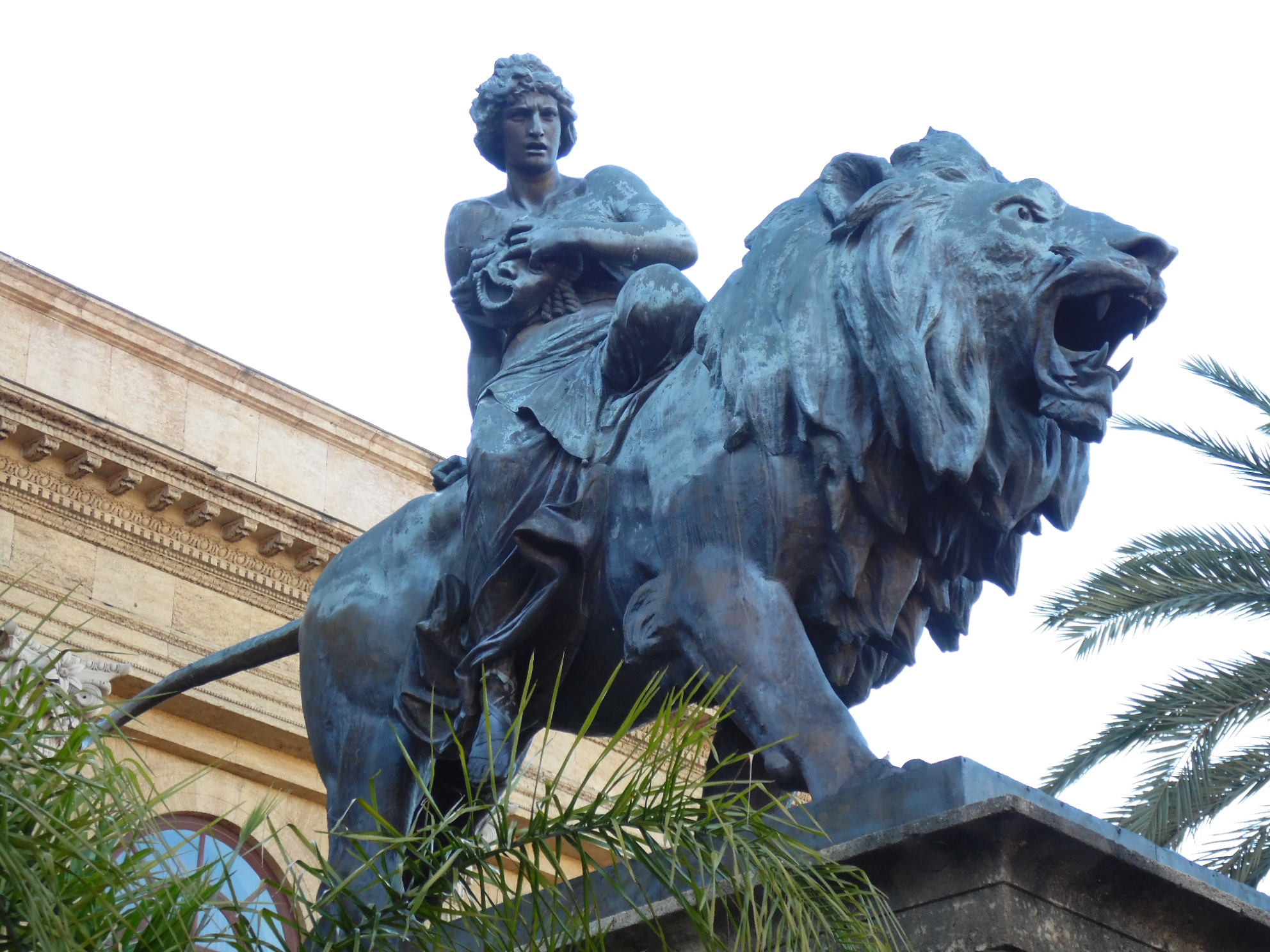
Benedetto Civiletti: La Tragedia. Teatro Massimo (Palermo)

Nacque da contadini, venne avviato in giovane età agli studi artistici dapprima disegnando e modellando la creta con un presepista, poi seguito dal pittore Andrea D'Antoni e dallo scultore Benedetto De Lisi. L'interessamento per la sua formazione fu avvantaggiata dalla protezione del deputato siciliano Giuseppe Galati de Spuches, impressionato dal suo Mercurio. Partecipò coll'opera Fauno all'Esposizione regionale del 1863 tenutasi presso Palazzo Comitini. Su iniziativa di un giurista, del sindaco di Rudinì e di un barone ottenne un sussidio per trasferirsi a Firenze e continuare i suoi studi. Qui fu allievo di Giovanni Duprè che lo influenzò portandolo a seguire uno stile più verista. Ritornò in Sicilia nel 1865 ed operò nella sua città natale fino alla fine dei suoi giorni.
Partecipò al concorso di Roma per la statua di Garibaldi al Gianicolo, concorso poi vinto da Emilio Gallori.
Era anche molto richiesto dalle famiglie della borghesia palermitana: è l'autore dei busti di Paolo Florio (oggi presso la tonnara Florio) e Joseph Whitaker (oggi nell'atrio di Villa Malfitano).
Per tutta la vita espose nelle principali città del mondo dove alcune sue opere furono continuamente riproposte (New Orleans, Napoli, Milano, Londra, Venezia, Taormina...).
Fu anche il maestro di suo fratello, Pasquale Civiletti.

## Opere principali

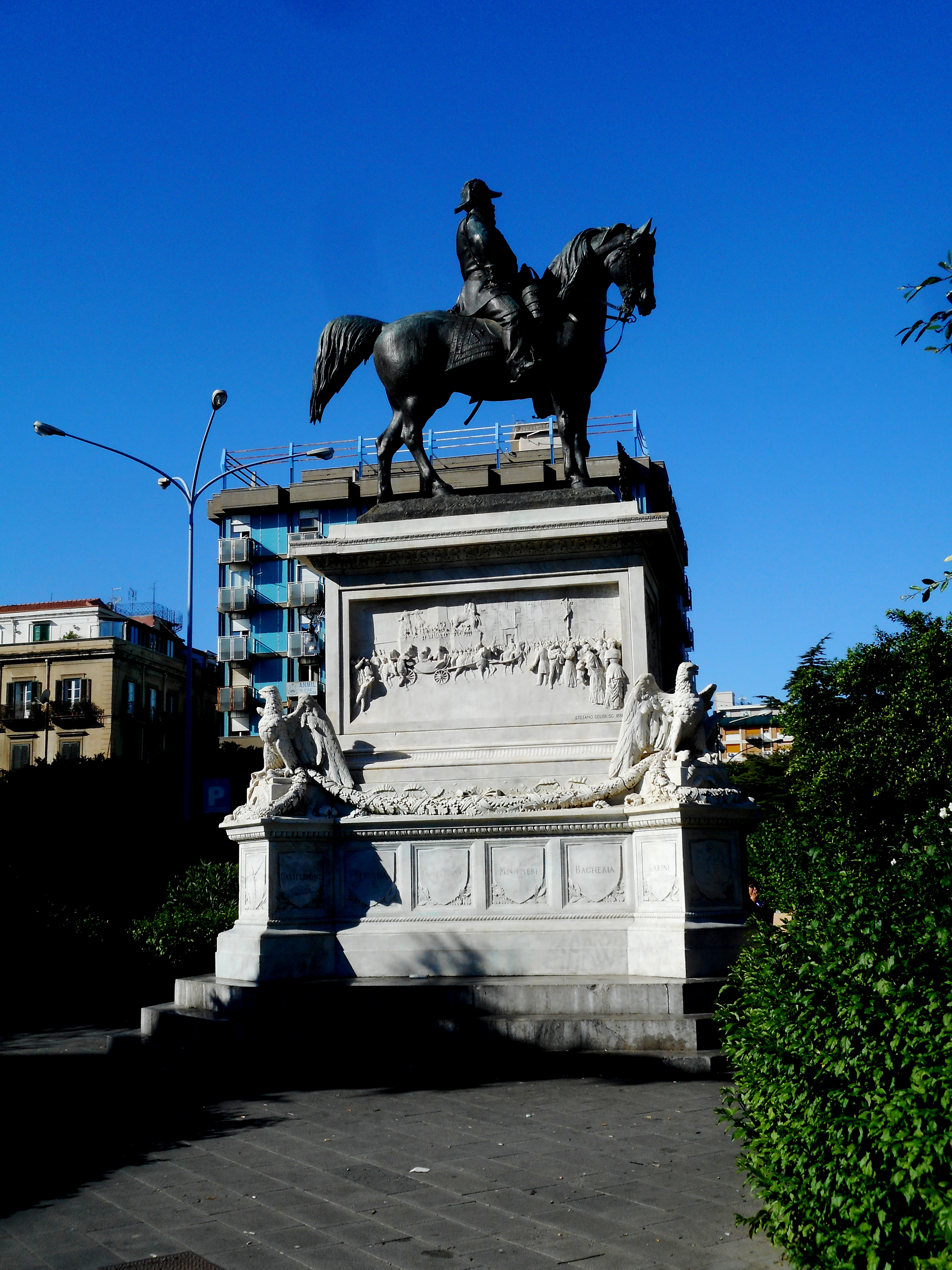
Monumento a Vittorio Emanuele II

- 1874-1875, Busto di Gregorio Ugdulena[2], sul colle del Gianicolo, Roma.
- 1879, Busto dell'arciprete Paolo Pappalardo, marmo, Duomo di Santa Maria Assunta, Castelvetrano.
- 1879-1880 ca., Giulio Cesare giovinetto, statua in bronzo, Galleria Nazionale d'Arte Moderna, Roma.
- 1882, Busto di Giuseppe La Masa, Giardino Garibaldi, Palermo.
- 1882, Monumento marmoreo a Pietro di Lorenzo detto Busacca, Scicli
- 1886, Vittorio Emanuele II, monumento equestre in bronzo su piedistallo marmoreo, opera collocata in Piazza Giulio Cesare di Palermo.
- 1887, Vittorio Emanuele II e il Maresciallo Radetzky a Vignale, bassorilievo bronzeo destro.
- Il giovane marinaio che getta la rete.
- 1893, San Pietro e il Paralitico, simulacro in legno di quercia, duomo di San Pietro Apostolo di Modica.
- Ritratto del Barone de Riso.
- Dante giovane, Palazzo Pretorio, (Sala della giunta).
- Busto di Monsignor Ludovico Ideo, chiesa di Santa Maria Maggiore, Pietraperzia.
- Kanaris a Scio, Giardino Inglese.
- Il Lavoro, piazza Castelnuovo a Palermo.
- 1893, Archimede, statua in bronzo, opera custodita nel Corridoio Mattarella del Palazzo dei Normanni di Palermo.

## Monumenti funebri
- 1873, Monumento della famiglia Ragusa, Cimitero di Santa Maria di Gesù a Palermo.
- 1877, Mausoleo contenente le spoglie di Federico Ricca, opera presente nella basilica di San Giovanni Battista di Vittoria.
- 1878, Monumento del Barone Geracello, Cimitero di Santa Maria dei Rotoli a Palermo.
- 1879, Statua in marmo di Corinne Elliott Lawton (1846 - 1877), Cimitero Bonaventure, Savannah, Georgia, USA.
- 1884, Monumento di Marianna Cipollina, Cimitero di Santa Maria di Gesù.
- 1886, Monumento del barone Porcari, cimitero di Termini Imerese.
- 1887, Busto dell’avv. Nicolò Curcuruto nella cappella gentilizia Testasecca, cimitero degli Angeli di Caltanissetta.
- 1889, Monumento a Filippo Notarbartolo e Catalano, Cimitero di Santa Maria dei Rotoli.
- 1893, Cappella Salamone, Cimitero di Santa Maria dei Rotoli.